# Lukhangwa

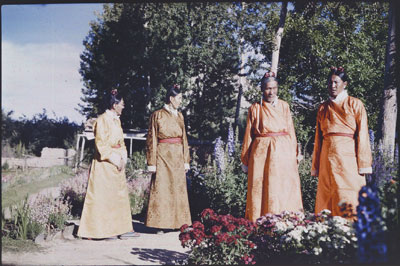
Les quatre tsipon dans le jardin de Dekyi Lingka. De gauche à droite : Shakapa, Ngapo Ngawang Jigme, Lukhangwa et Namseling Paljor Jigme.

Lukhangwa, Lukangwa ou Loukhangwa, aussi appelé Tsewang Rabden (1895-24 février 1966, New Delhi), est un homme politique tibétain qui fut le premier ministre (sileun) laïc du gouvernement tibétain au début de l’occupation chinoise du Tibet. Il s’est exilé en Inde, où il redevint le premier ministre du dalaï-lama.

## Biographie
Lukhangwa est entré au service du gouvernement tibétain en 1915, et assura différentes fonctions. Il a été responsable des réserves du gouvernement à Lhassa avant d'être nommé ministre des finances (tsipön) en 1937. Il fut également l'un des secrétaires du cabinet des ministres (Kashag).
Il fut nommé premier ministre laïc, conjointement à Lobsang Tashi, un haut fonctionnaire monastique, par le dalaï-lama avant son départ pour Yatung dans la vallée de Chumbi en décembre 1950 à la suite de l'invasion chinoise du Tibet. Le dalaï-lama leur conféra les pleins pouvoirs du gouvernement du Tibet. Dans son autobiographie Au loin la liberté, le dalaï-lama écrit qu'avec l'accord de Lukhangwa, de Lobsang Tashi et du Kashag, il envoya fin 1950 des délégations aux États-Unis, en Angleterre et au Népal dans l’espoir d’une intervention pour le Tibet, ainsi qu’en Chine pour négocier son retrait. Peu après, quand la présence chinoise se renforça à l’est, le dalaï-lama et les principaux membres du gouvernement partirent s’installer dans le sud du Tibet, à Yatung, à 300 km du Sikkim en Inde. Lukhangwa et Lobsang Tashi restèrent à Lhassa. Peu après son arrivée à Yatung, il s'avéra que des délégations, la seule à être arrivée à destination fut celle envoyée en Chine. Depuis Chamdo, Ngapo Ngawang Jigmé adressa un long rapport au gouvernement tibétain expliquant qu’à moins d'obtenir un accord, Lhassa serait attaqué par l'Armée populaire de libération (APL), ce qui entraînerait de nombreux morts. Pour Ngapo, il fallait négocier, et il proposait d'aller à Pékin avec quelques adjoints entamer le dialogue avec les Chinois. Lukhangwa et Lobsang Tashi pensait que de telles négociations auraient dû avoir lieu à Lhassa, mais que la situation désespérée ne laissait pas le choix. Le dalaï-lama envoya donc Ngapo à Pékin avec 2 personnalités de Lhassa et 2 de Yatung, espérant qu'il ferait comprendre aux autorités chinoises que les Tibétains ne souhaitaient pas une « libération », mais uniquement la poursuite de bonnes relations avec la Chine. Lukhangwa refusa d'entériner l'accord en 17 points sur la libération pacifique du Tibet.
Lukhangwa et Lobsang Tashi se firent des défenseurs de la liberté du Tibet dès l’arrivée de l'APL à Lhassa, s'opposant aux tentatives des généraux chinois d’empiéter sur les droits du dalaï-lama.
Après, le retour du dalaï-lama à Lhassa, devant la famine provoquée par les réquisitions de nourriture par les militaires chinois, le dalaï-lama demanda à Lukhangwa une médiation pour satisfaire les besoins de la population et les exigences des forces d'occupation. Lukhangwa suggéra qu'il n’y avait pas de raison de concentrer une armée si nombreuse à Lhassa, et que son rôle présumé étant la sécurité du pays, elle devrait se poster aux frontières. En réponse, le général chinois Chang Ching-wu affirma que selon l'accord en 17 points, l'armée chinoise était postée au Tibet, et qu'en conséquence, le gouvernement tibétain était dans l'obligation de pourvoir au logement et à la nourriture des soldats, et qu'ils partiraient lorsque le Tibet aura montré sa capacité d'auto-administration. Lukhangwa répliqua que la seule menace frontalière du Tibet provenait des Chinois.
Lors d'une réunion début 1952, le général Chang Ching-wu annonça l'absorption des troupes de l'armée tibétaine dans l'APL, se référant à l'article 8 de l'accord en 17 points. Lukhangwa répliqua que les Tibétains n’acceptait pas l'accord, lequel n’était pas respecté par les Chinois, demandant la raison de cette décision, alors que selon l’accord, les Tibétains étaient libre de leur choix. Perplexe, le général Chang changea de méthode, suggérant de remplacer le drapeau tibétain des casernes tibétaines par le drapeau chinois. Lukhangwa répondit que dans ce cas, les Tibétains retirerait le drapeau chinois, ce qui embarrasserait les Chinois.
Trois jours plus tard Fan Ming, un autre général chinois, demanda à Lukhangwa s’il ne s’était pas trompé dans ses précédentes déclarations. Comme il les réitéra, le général chinois l’accusa d’entretenir des relations avec des puissances impérialistes étrangères et cria qu’il demanderait au Dalaï Lama sa destitution.
À la demande des généraux chinois, les deux Premiers ministres tibétains, Lukhangwa et Lobsang Tashi furent congédiés par le dalaï-lama le 27 avril 1952.
En 1956, la réintégration des deux premiers ministres fut une des quatre demandes formulées par les ministres tibétains alors que le dalaï-lama se trouvait en Inde, hésitant alors à retourner au Tibet sans conciliation de la part des Chinois, tant la situation s'était tendue au Tibet. En 1957, Lukhangwa quitta le Tibet pour s'exiler à Kalimpong, où il rencontra le dalaï-lama, lui conseillant de ne pas retourner au Tibet.
En été 1958, il adressa au Premier ministre indien Jawaharlal Nehru une lettre et un manifeste de dirigeants tibétains qui furent publiés dans Union Research Service (Hong-Kong), supplément du 7 avril 1959.
Au moment du soulèvement tibétain de 1959, il mena une délégation de Tibétains habitant en Inde du nord. Avec cette délégation, il alla à New Delhi pour expliquer au président Nehru la situation au Tibet.
Dans sa première autobiographie, My Land and My People, publié en 1962, le dalaï-lama écrit que Lukhangwa est redevenu son premier ministre en exil, jusqu'à sa retraite. Il ajoute que même après cette date, il est resté son conseiller de confiance.
Lukhangwa est mort le 24 février 1966 à New Delhi en Inde.
Dans le film Kundun réalisé par Martin Scorsese, le rôle de Lukhangwa est joué par l'acteur tibétain Jurme Wangda.